# Sultanat von Jaunpur

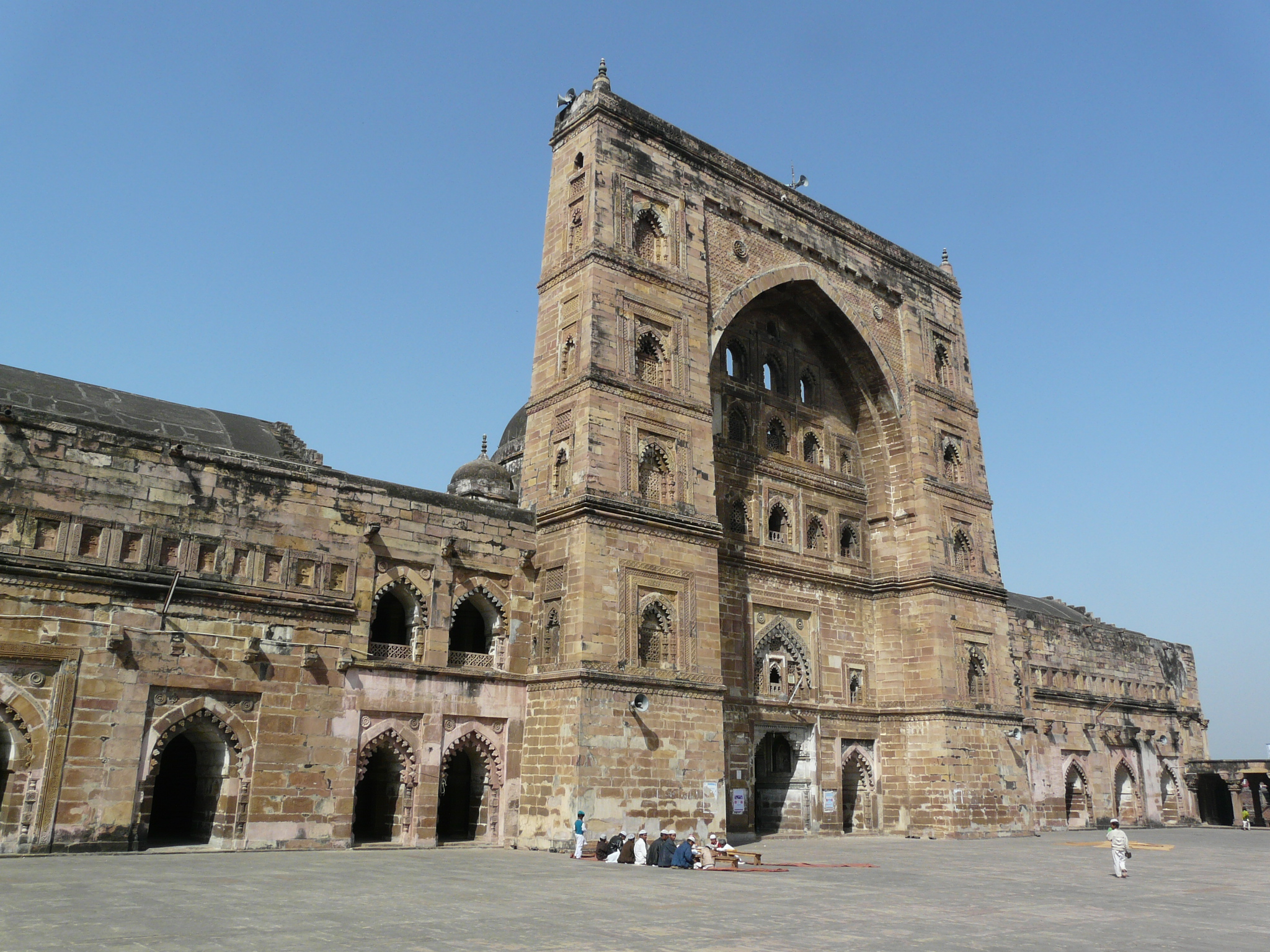
Freitagsmoschee (Jama Masjid) von Jaunpur (um 1470)

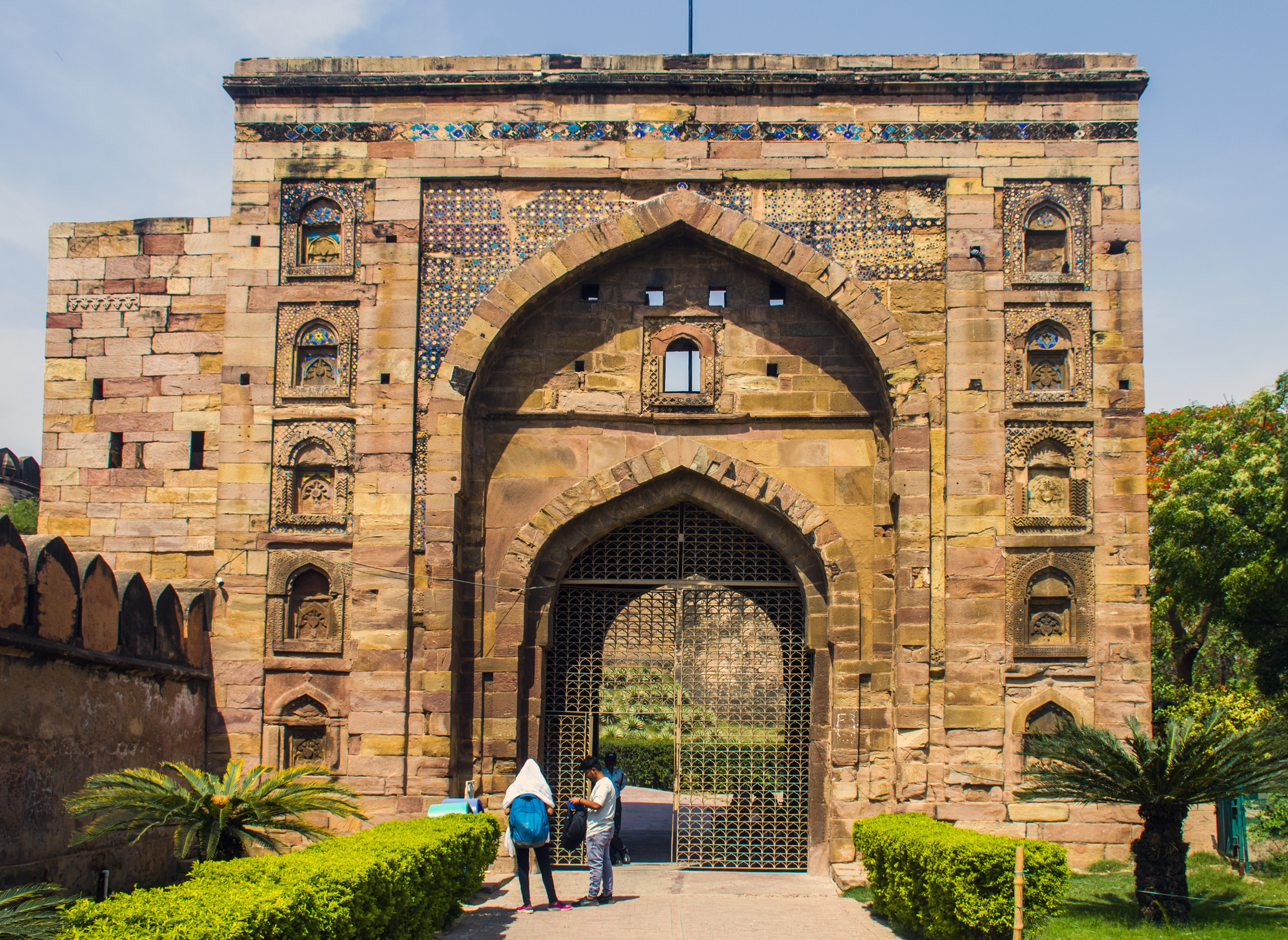
Fort von Jaunpur (Sharqi Qila)

Das von 1394 bis 1479 existierende Sultanat von Jaunpur im Norden Indiens wurde von Angehörigen der Sharqi-Dynastie geführt.

## Geschichte
Das Sultanat von Jaunpur entstand auf dem Hintergrund einer anhaltenden Schwächung des von der türkischstämmigen Tughluq-Dynastie beherrschten Sultanats von Delhi im ausgehenden 14. Jahrhundert. Als Begründer des Sultanats gilt Khwajah-i-Jahan Malik Sarwar, ein vormaliger Minister (wazir) mit dem Ehrentitel Malik-us-Sharq, der sich im Jahr 1394 vom Sultanat von Delhi lösen und in den Folgejahren seinen Machtbereich auch über Teile der Provinz Avadh ausdehnen konnte. Sein Adoptivsohn Malik Qaranfal, der den Ehrentitel Mubarak Shah annahm, wurde im Jahr 1399 sein Nachfolger, gefolgt von seinem Bruder Ibrahim Shah (Ehrentitel: Shams-ud-Din Mubarak Shah), der von 1402 bis 1440 regierte und dem Sultanat eine kulturelle und wirtschaftliche Blütezeit bescherte. Er wurde gefolgt von seinem Sohn Bhikhan (reg. 1440–1457), dessen Ehrentitel Muhammad Shah lautete; dieser musste sich jedoch im Jahr 1457 einem Angriff von Bahlul Lodi, dem seit 1451 regierenden Sultan von Delhi, geschlagen geben. Der letzte Sharqi-Herrscher war Hussain Khan (Ehrentitel: Husain Shah), der von 1458 bis 1479 die Macht innehatte, jedoch letztlich gegen Bahlul Lodi unterlag, der das Sultanat von Jaunpur wieder mit dem Sultanat von Delhi vereinigte.

## Kunst und Kultur
Unter den Sharqi-Sultanen erlebte Jaunpur eine Blütezeit sowohl im Bildungswesen wie in der Architektur und in der Musik – die Stadt wurde als das „Shiraz Indiens“ bezeichnet. Hussain Shah, der letzte Sultan von Jaunpur, betätigte sich als Komponist und entwarf Melodien im Stil der hinduistischen Ragas. Die drei bedeutendsten Moscheen dieser Zeit sind die Atala-Moschee, die Lal-Darwaja-Moschee und die Freitagsmoschee.

## Liste der Sultane von Jaunpur (Sharqi-Dynastie)
- Malik Sarwar (1394–1399)
- Malik Quaranfal (1399–1402)
- Ibrahim Khan (1402–1440)
- Mahmud Shah (1440–1457)
- Bhi Khan (1457–1458)
- Hussain Khan (1458–1479)